# Rubenshuis
Il Rubenshuis (in italiano Casa di Rubens) è una casa museo, abitata per circa trenta anni da Peter Paul Rubens; si trova nel centro di Anversa. Le collezioni qui conservate, oltre ad alcune opere del maestro, comprendono capolavori di alcuni dei suoi allievi più talentuosi e contemporanei. Parti integranti del percorso espositivo sono l'edificio stesso, lo studio, il portico barocco e il padiglione del giardino, in grado ancora di restituire le atmosfere seicentesche.

Peter Paul Rubens, autoritratto conservato al Rubenshuis

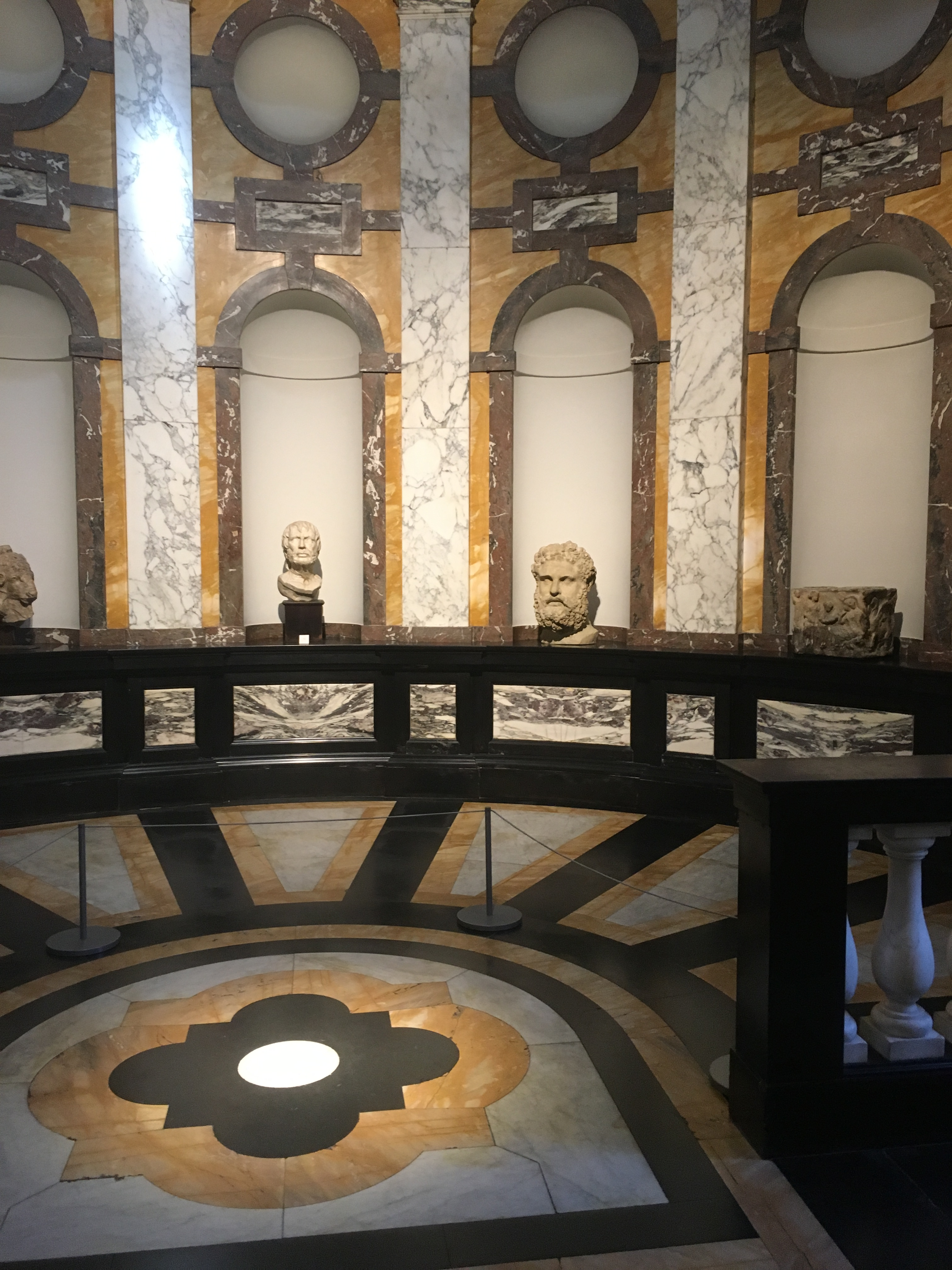
Galleria delle sculture

## Storia
Nel 1610, insieme alla prima moglie Isabella Brant (1591-1626), Rubens acquista una villa con terreno ad Anversa. Negli anni successivi progetta lui stesso un ampliamento, fa costruire: una galleria semicircolare per l'esposizione di una collezione di statue antiche; uno studio, dove produrrà numerose opere; un portico, un arco di trionfo e un padiglione nel giardino, trasformazioni che imprimeranno alla casa lo stile di un palazzo italiano, conforme agli ideali artistici del maestro, ispirati all'arte romana e al rinascimento italiano.
Rubens raccoglie durante la propria vita quadri di artisti di fama internazionale e la sua casa diviene un'importante esposizione d'arte senza uguali all'epoca nei Paesi Bassi. 
La casa mantiene le caratteristiche originarie fino alla metà del XVIII secolo, per poi subire trasformazioni profonde. Grazie all'accurato restauro del 1937 è stato possibile recuperare fedelmente il portico e il padiglione. Il mobilio e alcuni oggetti presenti nelle sale sono d'epoca, ma non sono parte dell'arredo originale. Un altro importante restauro conservativo è del 2018.

## Opere di Rubens
(Elenco parziale)
- Adamo ed Eva
- L'annunciazione
- San Sebastian
- Servio Sulpicio Galba
- Enrico IV e la battaglia d'Ivry
- Portico
- Autoritratto
- Santa Chiara d'Assisi
- Ritratto di Helena Fourment
- Martirio di Sant'Andrea

## Opere di altri artisti
(Elenco parziale)
- Alexander Adriaenssen Natura morta con uccelli morti
- Tintoretto Angelo che predica il martirio di santa Caterina d'Alessandria
- Tiziano Ritratto di una donna e sua figlia
- Jan Brueghel il Vecchio Allegoria della Terra
- Jan Brueghel il Vecchio Gli arciduchi Albert e Isabelle nel giardino del loro castello di Coudenberg a Brussel
- Pieter Neeffs I Interno della Cattedrale di Anversa
- Giovanni Cariani Cristo che porta la croce
- Adriaen Thomasz Key Ritratto di donatore
- Jacob Jordaens Suonatore di cornamusa
- Jacob Jordaens Nettuno e Anfitrione
- Frans Pourbus il Giovane Ritratto di Elisabetta di Francia, successivamente Isabella, regina di Spagna
- Jacob van Utrecht Bartholomé Rubens e Barbara Arents
- Jacob van Utrecht e Marten Pepijn Una donna al mercato del pesce di Anversa
- Abel Grimmer Le quattro stagioni
- Anthony van Dyck Autoritratto
- Frans Snijders Due cani in una dispensa
- Jacob Harrewijn Casa Rubens ad Anversa
- Matthijs van den Bergh Ragazzo sul letto di morte
- Otto van Veen Nicolaas Rockox